# 胡都
胡都（Hoodoo）又譯胡毒，為類似於巫毒（Voodoo）的一種民間巫術、魔法，然而缺乏如巫毒教般完整的信仰、神明、體系。現今流行於美國新奥尔良一帶。